# Winchmore Hill
Winchmore Hill is een wijk in het Londense bestuurlijke gebied Enfield, in de regio Groot-Londen.